# Eduardo Oswaldo Cruz
Eduardo Oswaldo Cruz (Rio de Janeiro, 25 de outubro de 1933 – 13 de março de 2015) foi um médico, pesquisador e professor universitário brasileiro.
Grande oficial da Ordem Nacional do Mérito Científico e membro titular da Academia Brasileira de Ciências, Eduardo era professor aposentado da Universidade Federal do Rio de Janeiro e conhecido por suas pesquisas no campo da fisiologia e da anatomia comparada do sistema visual.

## Biografia
Eduardo nasceu na cidade do Rio de Janeiro, em 1933. Era neto do sanitarista Oswaldo Cruz. Iniciou os estudos no Colégio Padre Antônio Vieira e em 1954, seguindo a tradição da família, entrou na Faculdade de Medicina da Universidade do Brasil, hoje a Universidade Federal do Rio de Janeiro. Na graduação, sob a supervisão de Bruno Alípio Lobo, da cadeira de histologia, começou na área de pesquisa científica e em atividades de docência, colaborando na tradução do livro Histologia, de Arthur Worth Ham, e na preparação do livro de embriologia humana de autoria de seu professor Bruno.
No primeiro ano da faculdade, Eduardo foi monitor da cadeira de fisiologia sob a supervisão de Thales Martins. Boa parte de seu tempo no laboratório era para ajudar Arnoldo Flávio da Rocha e Silva e Mario Ulysses Vianna Dias nas aulas práticas. Com Mario, Eduardo começou o trabalho experimental em neurofisiologia pelo Instituto de Neurologia da universidade. Com a chegada de Denise Albe-Fessard, neurocientista francesa, ao instituto de biofísica, em 1956, Eduardo publicou seu primeiro artigo científico nos Anais da Academia Brasileira de Ciências, em 1956.

## Carreira
Neste mesmo ano, Eduardo migrou para o Instituto de Biofísica, onde fez carreira primeiro como aluno de pós-graduação e depois como professor do departamento de neurobiologia. Convidado por Denise, junto de Carlos Eduardo Rocha Miranda, Eduardo visitou o Institut des Sciences du Mouvement Etienne-Jules Marey, em Paris, onde trabalharam juntos. Em 1961, Eduardo defendeu sua tese de doutorado pela UFRJ e viajou para os Estados Unidos para um estágio de pós-doutorado no departamento de fisiologia da Universidade Johns Hopkins, com uma bolsa de estudos dos Institutos Nacionais da Saúde.
Eduardo retorna ao Brasil em 1963. Foi professor do Instituto de Biofísica Carlos Chagas Filho e publicou vários artigos sobre o sistema nervoso de primatas, felinos, marsupiais, roedores e invertebrados utilizando-se de vários métodos de medição de eletrofisiologia, anatomia comparada, óptica fisiológica, histologia, microscopia eletrônica e análise de sistemas lineares.
Eduardo foi diretor da Casa do Brasil, em Londres (1982-1992), período onde, com o apoio do CNPq, trabalhou em projetos que apoiavam estudantes tanto de graduação quanto de pós no Reino Unido. Foi secretário geral da Academia Brasileira de Ciências entre 1981 e 1983 e representante desta mesma academia no Reino Unido, em 1993.

## Morte
Eduardo morreu em 13 de março de 2015, no Rio de Janeiro, aos 81 anos. Ele morava em Itaipava e deixou viúva, dona Lilian, quatro filhos e vários netos.